# Couthures-sur-Garonne
Couthures-sur-Garonne är en kommun i departementet Lot-et-Garonne i regionen Nouvelle-Aquitaine i sydvästra Frankrike. Kommunen ligger i kantonen Meilhan-sur-Garonne som tillhör arrondissementet Marmande. År 2022 hade Couthures-sur-Garonne 366 invånare.

## Befolkningsutveckling
Antalet invånare i kommunen Couthures-sur-Garonne
| Referens: INSEE |